# Kamienica Wulflama

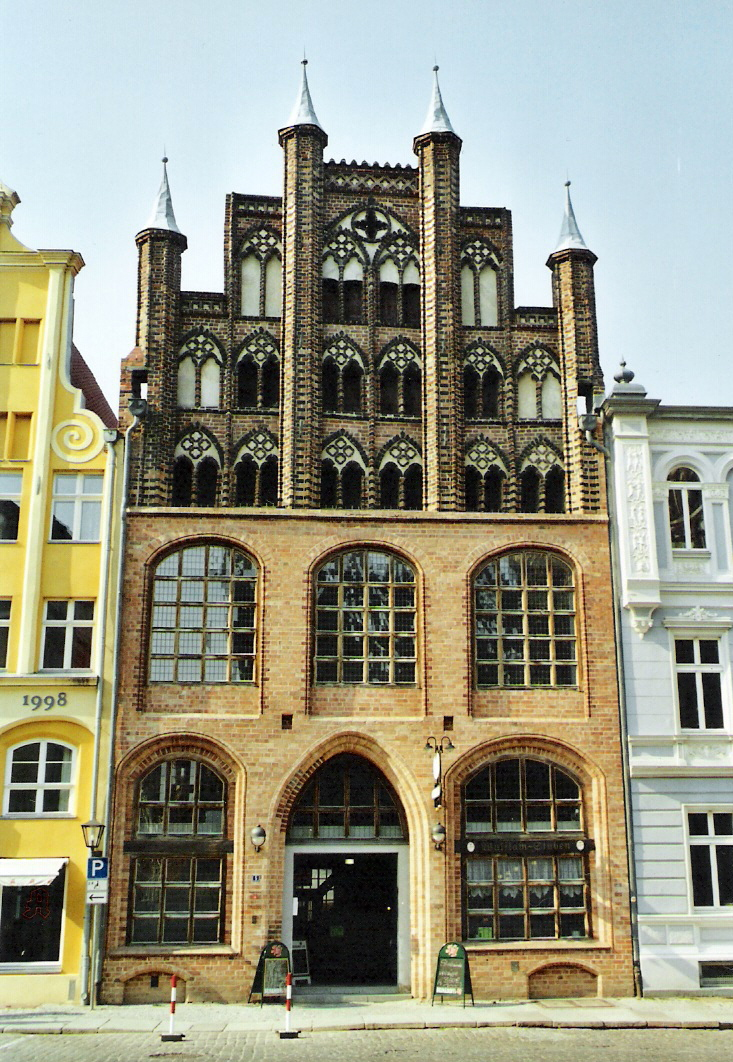
Kamienica Wulflama przy Starym Rynku

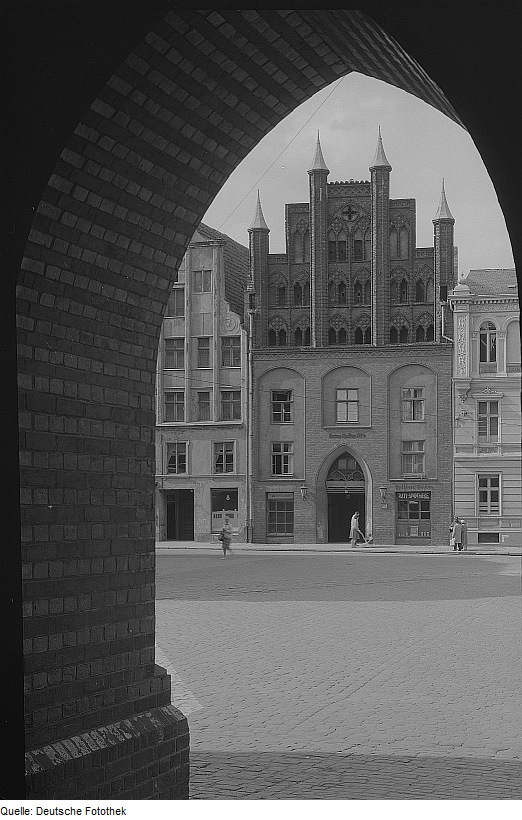
Kamienica Wulflama przy Starym Rynku – widok przedwojenny

Kamienica Wulflama (niem. Wulflamhaus) – kamienica przy Alter Markt 5 w Stralsundzie.
Kamienica stoi na Starym Rynku na wprost ratusza. Wybudowana została w 1358 r. na zlecenie ówczesnego burmistrza Stralsundu Bertrama Wulflama. Została zaprojektowana i wykonana w stylu charakterystycznym dla północnoniemieckiego gotyk.
W architekturze budynku przyciąga wzrok bogato zdobiona ściana szczytowa. Filary w kształcie wieloboków (wykonane z przeplatających się cegieł glazurowanych i zwykłych) oraz wystawne formy zdobnicze ścian, nawiązują jednoznacznie do zdobionej fasady ratusza. Stanowi to wyraźne świadectwo potęgi jednej z najstarszych kupieckich rodzin.
Z uwagi na zły stan wyremontowana pod koniec XIX wieku. Po gruntownej renowacji kamienicy przeprowadzonej przez polskich konserwatorów, jaka miała miejsce w latach 1987–1991, dziś mieści się tu restauracja z widokiem na ratusz i kościół św.Mikołaja.